# Saud bin Raschid Al Mualla
Scheich Saud bin Raschid bin Ahmad bin Raschid Al Mualla (arabisch سعود بن راشد المعلا, DMG Saʿūd b. Rāšid al-Muʿallā; * 1. Oktober 1952) ist seit 2009 Emir und Herrscher des Emirates Umm al-Qaiwain in den Vereinigten Arabischen Emiraten (VAE). Er gehörte dem Obersten Rat der Herrscher (Federal Supreme Council) der VAE an.

## Leben
Saud wurde 1952 als Sohn des späteren Emirs und Herrschers des Emirates Umm al-Qaiwain, Raschid bin Ahmad bin Raschid Al Mualla, geboren. Seine Mutter, Hussa bint Humaid bin Abdul Rahman Al Shamsi, starb 2025. Er besuchte zuerst die Schule im Emirat Umm Al Quwain. Später besuchte er die Schule im Libanon. Im Jahr 1974 schloss er sein Studium der Wirtschaftswissenschaften an der Universität Kairo in Ägypten ab.
Saud wurde 1973 zum dritten Sekretär im Außenministerium der Vereinigten Arabischen Emirate ernannt und war Kommandeur der Nationalgarde von Umm Al Quwain im Rang eines Obersts. 1979 leitete er das königliche Gericht von Umm Al Quwain, Al Diwan Al Amiri. Später, am 22. Juni 1982, ernannte ihn sein Vater, Scheich Rashid bin Ahmad Al Mualla, zum Kronprinzen von Umm Al Quwain.
Am 2. Januar 2009 folgte er seinem Vater nach dessen Tod als Emir von Umm al-Qaiwan.
Saud war außerdem Vorsitzender einer Reihe öffentlicher Unternehmen, darunter der Nationalbank von Umm al-Qaiwain, der Umm al-Quawain Gas Company und der Umm al-Qaiwain Cement Company.
Während der Corona-Pandemie ließ er sich im Januar 2021 öffentlich impfen.

## Privates
Saud ist mit Sumaya bint Saqr bin Mohammed Al Qasimi, einer Tochter des ehemaligen Herrschers des Nachbaremirats Ras al-Chaima, Saqr bin Mohammed Al Qasimi sowie Schwester des derzeitigen Herrschers von Ras al-Chaima, Saud bin Saqr bin Mohammed Al Qasimi, verheiratet. Er ist Vater von 10 Söhnen.
Darunter ist auch sein Sohn Raschid, der nach Sauds Vater benannt ist, und Kronprinz von Umm al-Qaiwain ist. Raschid ist mit einer Tochter von Saqr bin Khalid Al Qasimi, einem Mitglied der Herrscherfamilie des Nachbaremirats Ras al-Chaima, verheiratet.
Saud ist Anhänger des traditionellen Kamelrennensports. Zu seinen Hobbys gehört außerdem Meeresangeln.